# ジェシカ・クルザフスキー
ジェシカ・クルザフスキー（英語: Jessica Kurzawski, 1990年8月7日 - ）は、オーストラリア出身のフィギュアスケート選手（女子シングル）。
2009年四大陸フィギュアスケート選手権オーストラリア代表。

## 経歴
1990年、オーストラリアシドニー都市圏リヴァプールに生まれる。1999年に姉に勧められてバレエからスケートに転向する。
2008年8月のオーストラリアフィギュアスケート選手権で2位に入り、同シーズン四大陸フィギュアスケート選手権オーストラリア代表として出場した。2009-2010年シーズンはウィンターゲームズニュージーランド代表にも選ばれたが棄権、オーストラリア選手権もシニアの部・ジュニアの部ともに棄権した。

## 主な戦績
| 大会/年               | 2007-08 | 2008-09 | 2009-10 | 2010-11 |
| --------------------- | ------- | ------- | ------- | ------- |
| 四大陸選手権          |         | 30      |         |         |
| オーストラリア選手権  | 6 J     | 2       |         | 3       |
| ゴールデンスピン      |         |         |         | 19      |
| JGPゴールデンリンクス |         | 24 J    |         |         |

- J - ジュニアクラス

### 詳細
| 2010-2011 シーズン   |                                                      |          |          |          |
| 開催日               | 大会名                                               | SP       | FS       | 結果     |
| 2010年12月9日 - 11日 | 2010年ゴールデンスピン（ザグレブ）                   | 18 29.79 | 19 57.25 | 19 87.04 |
| 2010年12月1日 - 2日  | オーストラリアフィギュアスケート選手権（メルボルン） | 2 36.38  | 3 61.8   | 3 98.18  |

| 2008-2009 シーズン   |                                                      |          |          |          |
| 開催日               | 大会名                                               | SP       | FS       | 結果     |
| 2009年2月4日 - 6日   | 四大陸フィギュアスケート選手権（バンクーバー）       | 30 28.94 | -        | 30 -     |
| 2008年10月1日 - 5日  | ISUジュニアグランプリ ゴールデンリンクス（ホメリ）   | 20 33.69 | 25 52.50 | 24 86.19 |
| 2008年8月22日 - 23日 | オーストラリアフィギュアスケート選手権（ブリスベン） | 3 33.23  | 5 54.71  | 3 87.94  |